# Libeccio

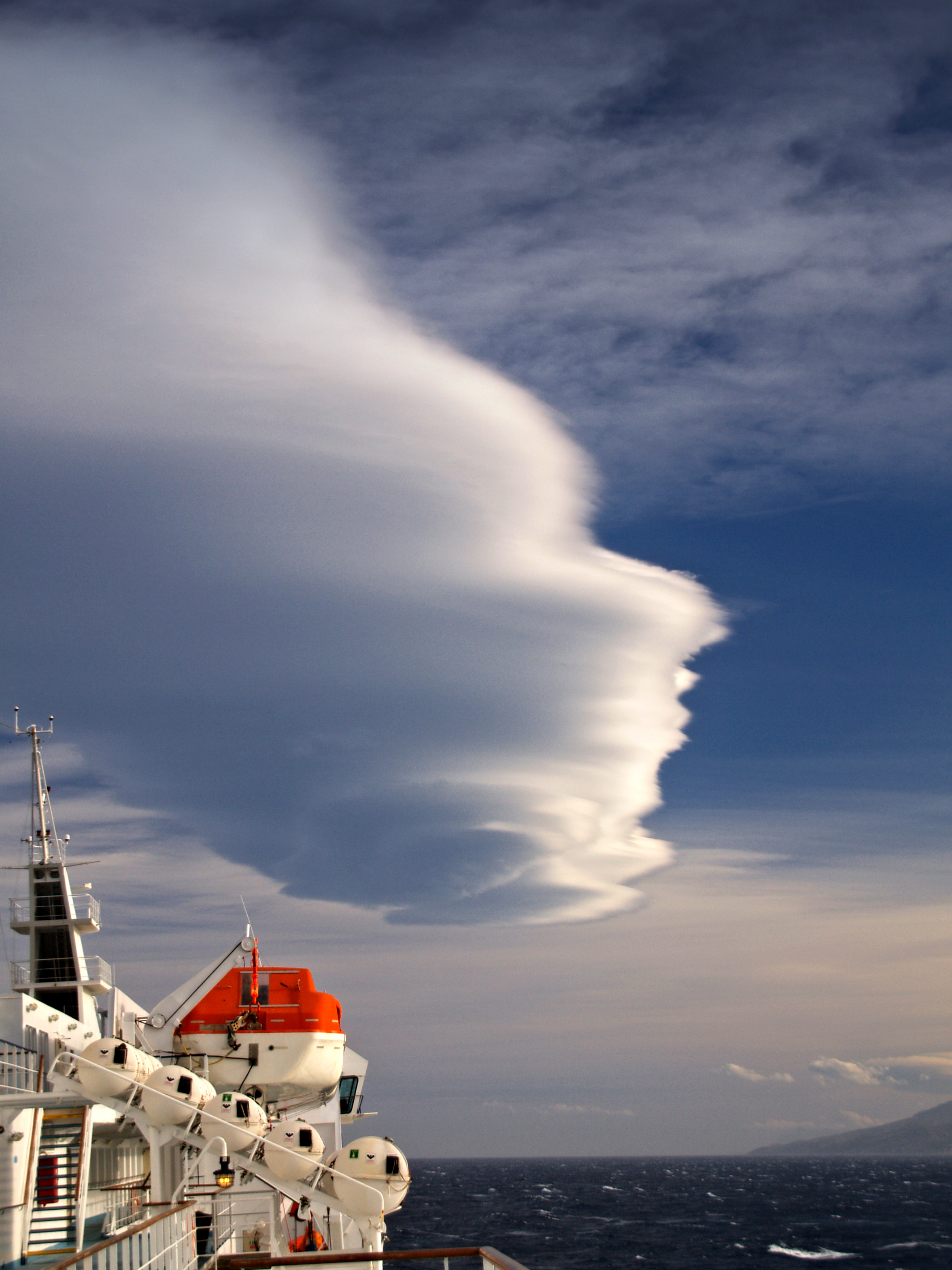
Nori lenticulari în largul coastei Bastia

Libeccio este un vânt de vest sau de sud-vest care predomină în nordul Corsicăi pe tot parcursul anului. Poate aduce valuri mari și rafale puternice dinspre vest. Deoarece provine din Africa de Nord, poartă cu el aer cald și praf fin din Sahara. Vara este dominant, iarna alternează cu Tramontana (din nord-est sau nord).

## Etimologia cuvântului
Cuvântul libeccio este italian și provine probabil din adjectivul latin libiticus sau libeticus care înseamnă „libian”.
În spaniolă, se numește lebeche, în corsică libecciu, în catalană llebeig sau garbí, în greacă Γαρμπής, în turcă lodos sau în occitană labech sau garbin.

## Caracteristici
Libeccio este un vânt de la vest la sud-vest care suflă peste Corsica și Coasta de Azur. Uscat vara, aduce frecvent ploi și furtuni iarna, mai ales pe înălțimi. Din acest motiv, uneori este clasificat drept „vânt musonic”. Acest vânt este renumit pentru violența rafalelor sale.